# Hemimyzon macroptera
Hemimyzon macroptera är en fiskart som beskrevs av Zheng 1982. Hemimyzon macroptera ingår i släktet Hemimyzon och familjen grönlingsfiskar. IUCN kategoriserar arten globalt som livskraftig. Inga underarter finns listade i Catalogue of Life.